# Displasia fibromuscular
La displasia fibromuscular es una enfermedad poco frecuente de causa desconocida que afecta a las arterias de calibre pequeño y mediano provocando disminución de su luz y en ocasiones formación de aneurismas. Los síntomas son variables dependiendo del territorio afectado, cuando causa estenosis de la arteria renal provoca hipertensión renovascular, por el contrario si actúa sobre la arteria carótida causa accidente cerebrovascular por disminución del riego cerebral. El diagnóstico se sospecha por los síntomas y se confirma por angiotomografía computarizada, angiorresonancia magnética o angiografía, donde se observan unos vasos con estrechamientos y dilataciones alternantes según un patrón que se ha descrito como collar de perlas. El tratamiento recomendado es la angioplastia transluminal.